# Ян Пфлюг-Рабштейн
Ян Пфлюг-Рабштейн (*1437 — †18 листопада 1473) — дипломат Богемії, Угорщини, адвокат, письменник-гуманіст.

## Життєпис
Походив з роду Флюг-рабштейн. Народився у замку Рабштейн у родині Яна II Пфлюг-Рабштейна та Юліана Вальдау-Вальтурн. батьки визначили Яну духовну кар'єру. Замолоду того висвятили на священника. 1447 року стає проректором колегіуму в Літомержіце, у 1453 році обирається ректором колегіуму у Вишеграді. наступного року вирушає до Болонського університету на навчання. 1457 року призначається бургграфом Вишеграду.
З обранням у 1458 році королем Богемії Їржі Подєбрада, останній направляє у 1459 році Яна Пфлюга для підготовки дипломатичної місії у Римі. Разом з тим Ян Пфлюг продовжує навчання, у 1461 році у Павійському університеті отримує докторський ступінь з канонічного права. 1462 року папа римський Пій II призначає Яна своїм протонотарієм. Тоді ж Ян Пфлюг намагався сприяти дипломатичній місії короля Богемії на чолі із Вацлавом Корандою та Прокопом Пфлюг-Рабштейном, своїм братом.
У 1464—1467 роках часто бував в Італії та Чехії, курсуючи між ними як посередник поміж папами римськими Пієм II, а згодом й Павлом II та королем Богемії.
У 1468 році перейшов на бік угорського короля Матвія Корвіна. З цього моменту виконує дипломатичні доручення останнього. 1472 року представляв Угорщину при відкриті університету в Інґольштадті. Того ж року вирушає до королівства Польського, де на тривалий термін вимушений був затриматися. Повернувся до Угорщини вже хворим й сконав 18 листопада 1473 року в м. Буда.

## Творчість
Був прихильником течії, так званої «нової побожності» (devolto moderna), яка полягала у необхідності віднайти найближчий зв'язок між Богом та особою. Ці ідеї розвивав у своїх працях.
Найбільш значущим твором є «Діалоги», який написано латиною. Тут подаються існуючі погляди на державу, заклик до миру між країнами. Водночас Пфлюг гостро засуджує переслідування людей за віру.